# Rasbora beauforti
Rasbora beauforti es una especie de peces de la familia de los Cyprinidae en el orden de los Cypriniformes.

## Morfología
Los machos pueden llegar alcanzar los 2 cm de longitud total.

## Hábitat
Es un pez de agua dulce.

## Distribución geográfica
Esta especie es endémica de Borneo.